# Красное Знамя (Ростовская область)
Кра́сное Зна́мя — хутор в Весёловском районе Ростовской области.
Входит в состав Позднеевского сельского поселения.

## Население
| 1989 | 2002  | 2010  |
| ---- | ----- | ----- |
| 1015 | ↗1043 | ↗1094 |

## Улицы
- пер. Братский,
- пер. Северный,
- пер. Школьный,
- ул. Дружбы,
- ул. Молодёжная,
- ул. Новая,
- ул. Рабочая,
- ул. Рассветная,
- ул. Центральная.

## Инфраструктура
На хуторе имеется отделение Сбербанка (Дополнительный офис №5155/043), МОУ Краснознаменская среднеобразовательная школа.

## Достопримечательности
На хуторе находится братская могила советских воинов, погибших в январе 1943 года «при освобождении хутора от немецко-фашистских захватчиков». В этой могиле покоятся останки 750 советских воинов.